# Capriccio (peinture)
Pour les articles homonymes, voir Capriccio et Caprice.

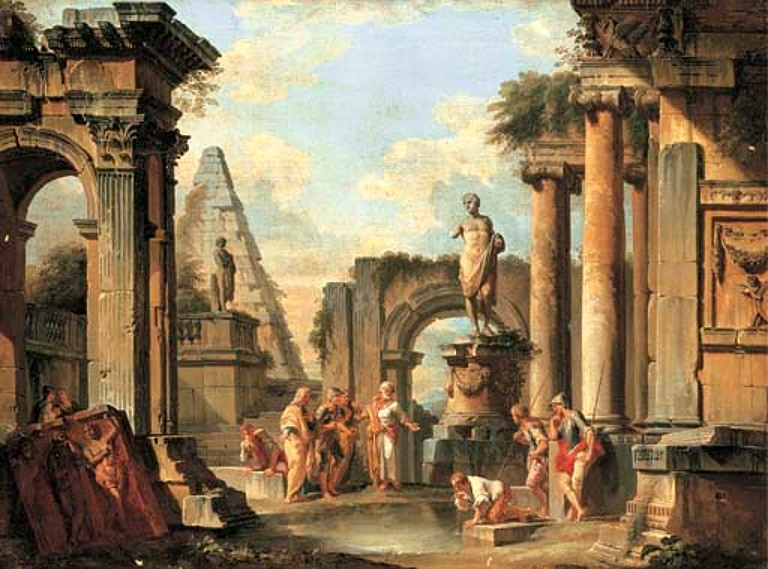
Giovanni Paolo Panini, Un capriccio de ruines classiques avec Diogène jetant sa coupe (vers 1730) : le philosophe grec est mis en scène dans un décor fictif constitué d'un amalgame de ruines antiques : colonnes, arcades, bas-reliefs, statues...

Un capriccio, ou caprice architectural, est, en peinture, la représentation d'un paysage imaginaire ou partiellement imaginaire, combinant des bâtiments, des ruines et autres éléments architecturaux de façon fictive et souvent fantastique, parfois avec staffage. Le capriccio, d'origine italienne, se rencontre essentiellement vers le XVIIIe siècle, où il s'oppose au registre des vedute, genre pictural basé sur la représentation de paysages urbains réels.

## Étymologie
Le terme est un emprunt à l'italien capriccio (prononcé \ka.ˈprit.t͡ʃo\, au pluriel capricci, \ka.ˈprit.t͡ʃi\), signifiant « caprice ». En français, il est prononcé \kapʁitʃo\ ou \kapʁitʃjo\ et son pluriel suit éventuellement la graphie italienne « capricci » ou est francisé en « capriccios ». Il est parfois francisé en « caprice » ou « fantaisie ».
On rencontre également l'expression « vedute ideate » (« vue composée »).

## Histoire

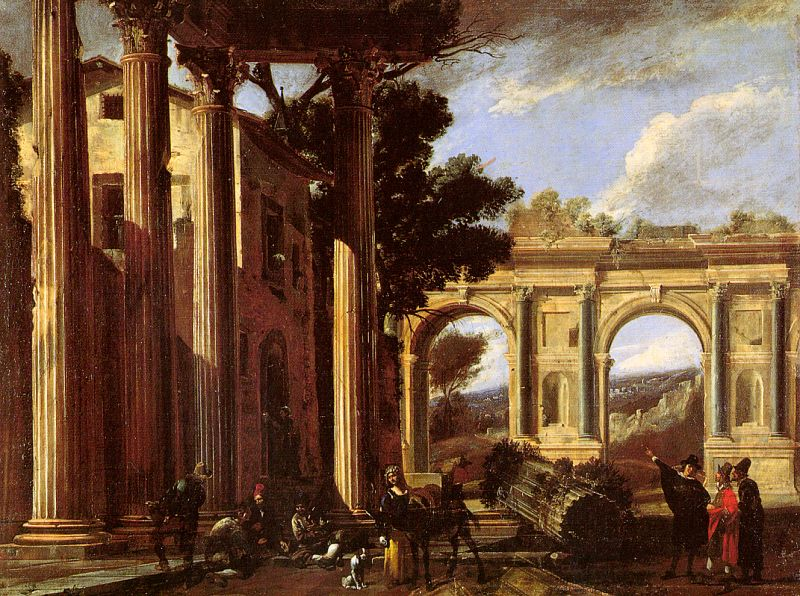
Fantaisie architecturale avec deux arches
Viviano Codazzi, 1647
Palais Pitti, Florence

### Origine
Chez l'historien d'art italien Giorgio Vasari (1511-1574), le terme capriccio fait référence aux traits de fantaisie déroutante témoignant de l'originalité d'un peintre. Parlant de Filippino Lippi, il souligne les « strani capricci che egli espresse nella pittura » (les « étranges caprices que celui-ci exprime dans ses tableaux »). Raffaello Borghini (Il Riposo, 1584) marque une distinction entre une inspiration puisée chez autrui et celle intrinsèque à l'artiste : a suo capriccio.
Dès le XVIIe siècle Viviano Codazzi, à Rome, réalise des peintures d'architecture, qui représentent des ruines imaginaires, comme on peut le voir dans ses Fantaisies architecturales du Palais Pitti.
Vers la fin du XVIIe siècle, Philippe Baldinucci (Vocabolario dell'arte del disegno, 1681) définit finalement le capriccio comme œuvre née de l'imagination spontanée du peintre (improvvisa). Le sens de caprice devient métonymique en renvoyant à l'œuvre même, non à l'idée fantasque qui l'a produite.

### Âge d'or

Michele Marieschi, Capriccio con edificio gotico ed obelisco (1741).

Au XVIIIe siècle, le terme prend le sens particulier de paysage fictif chez les peintres de vedute. Dans les années 1720, Marco Ricci (1676-1730) dessine de nombreux tableaux et estampes mettant en scène des paysages avec ruines et staffage. À Rome, Giovanni Paolo Panini (1691-1765) se fait précurseur du mouvement néo-classique avec ses vues qui dépeignent la ville et des scènes de ruines antiques, auxquelles sont intégrés des détails non existants mais contribuant à l'atmosphère évoquée. À Venise le genre des capricci est surtout apprécié par les Vénitiens eux-mêmes, amusés par le jeu ingénieux du peintre avec l'architecture. Dans les années 1740, Canaletto publie une série d'estampes de capricci, les Vedute ideale.
Michele Marieschi (1710-1743) se prête aux libertés du capriccio avec la représentation de l'escalier d'une cour intérieure de palais. Il se fonde sur au moins treize versions de motifs inspirées de dessins de décors de théâtre dessinés par Marco Ricci pour donner à sa composition une perspective théâtrale. Son Capriccio con edificio gotico ed obelisco (1741) montre une Venise fantasmée, avec un portique gothique et un obélisque pointant sur un môle, et en second plan, des reliefs de collines et de montagnes où s'adossent maisons en bordure d'eau.
Bernardo Bellotto, Leonardo Coccorante, Gennaro Greco, Vincenzo Greco, Francesco Guardi, Antonio Joli, Ascanio Luciano (en), Francesco Zuccarelli peignent également des caprices.

### Usage ultérieur

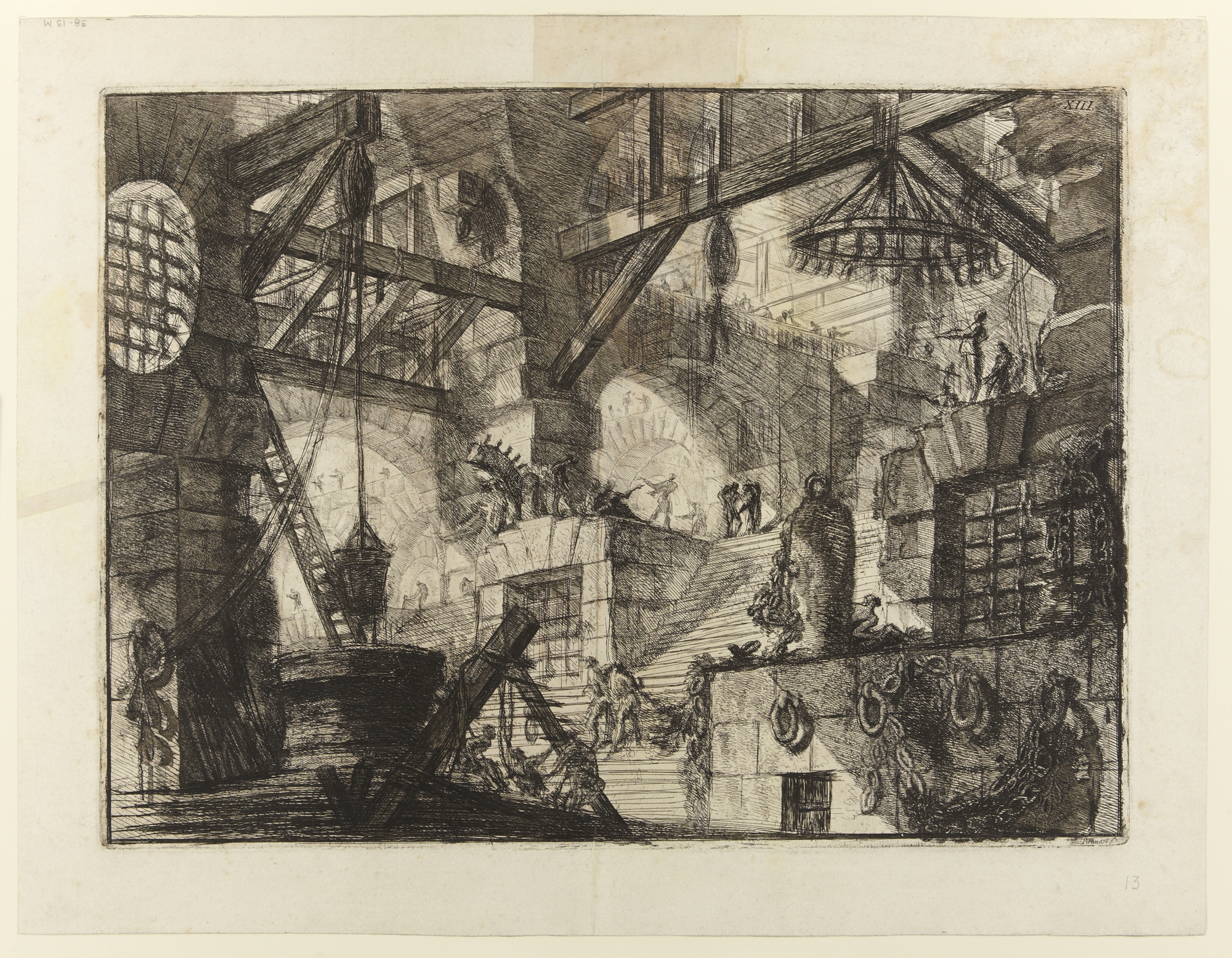
Giovanni Battista Piranesi, Les Prisons imaginaires (édition, 1761 ; planche XIII : Le Puits).

Les Capricci, séries d'eaux-fortes de Giambattista Tiepolo (1743), réduisent les éléments architecturaux à des morceaux de statuaires classiques et de ruines, parmi lesquels de petits groupes – soldats, philosophes, jeunes personnes – conduisent leurs affaires. Aucun titre individuel n'expliquent ces œuvres. Une série ultérieure est appelée Scherzi di fantasia, « Dessins fantastiques ».
La série de 80 estampes de Francisco de Goya, Los caprichos, et le dernier ensemble de ses Désastres de la guerre qu'il nomme caprichos enfáticos (« caprices emphatiques »), reprennent le format des groupes de personnages initié par Tiepolo, placés dans la vie espagnole contemporaine, pour produire une succession de satires et de commentaires sur son absurdité, seulement partiellement expliqués par leur titre court.
Parmi les exemples ultérieurs, on peut citer A Tribute to Sir Christopher Wren (v. 1838) et A Professor's Dream de Charles Robert Cockerell, et Public and Private Buildings Executed by Sir John Soane de Joseph Gandy (en) (1818). L'artiste contemporain Carl Laubin a peint plusieurs capriccios modernes en hommage à ces œuvres.

Exemples
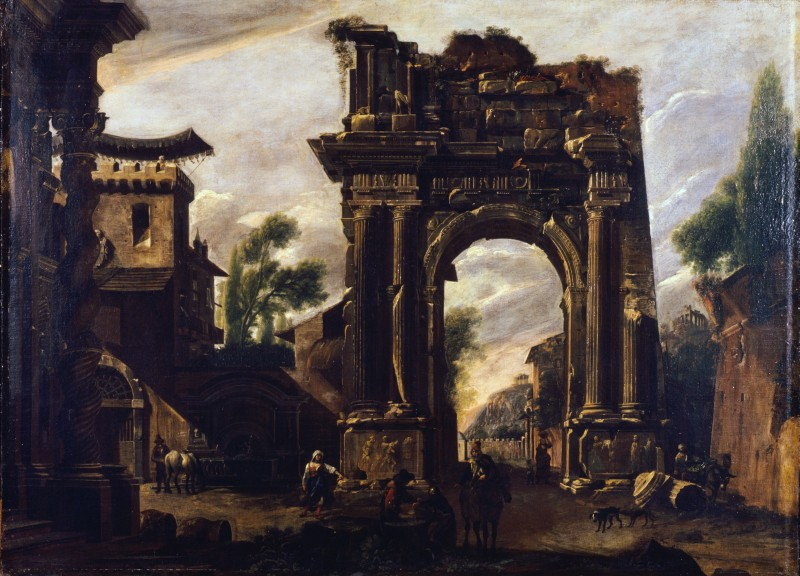
Viviano Codazzi, Capriccio avec arc et scène de genre (v. 1660-70).
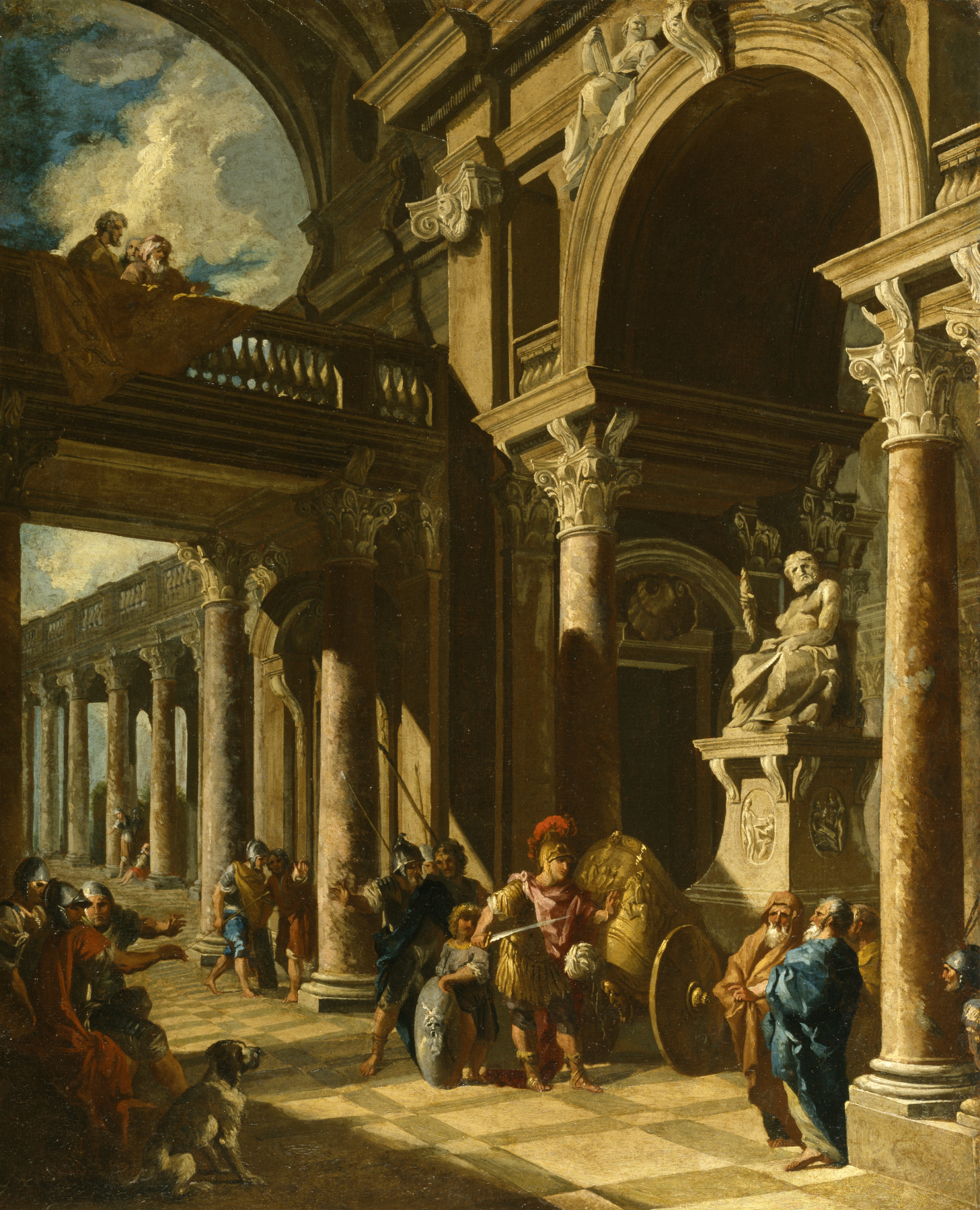
Giovanni Paolo Panini, Alexandre le Grand tranche le nœuf gordien (1718-19).
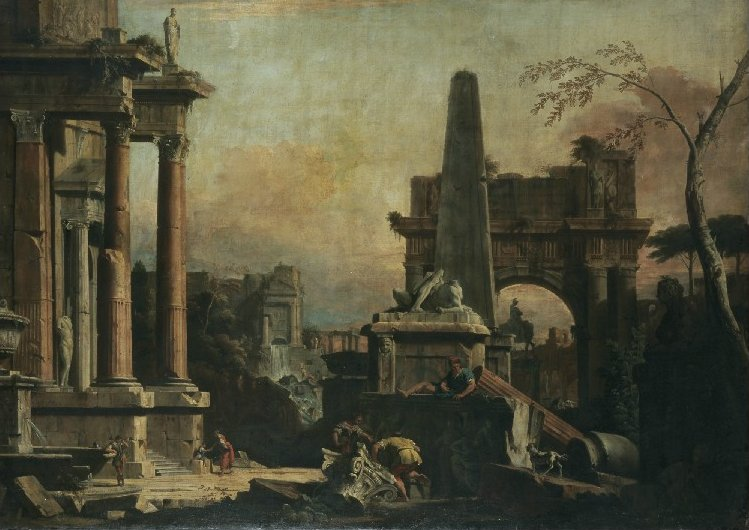
Marco Ricci et Sebastiano Ricci, Un capriccio de la Rome antique (1720).
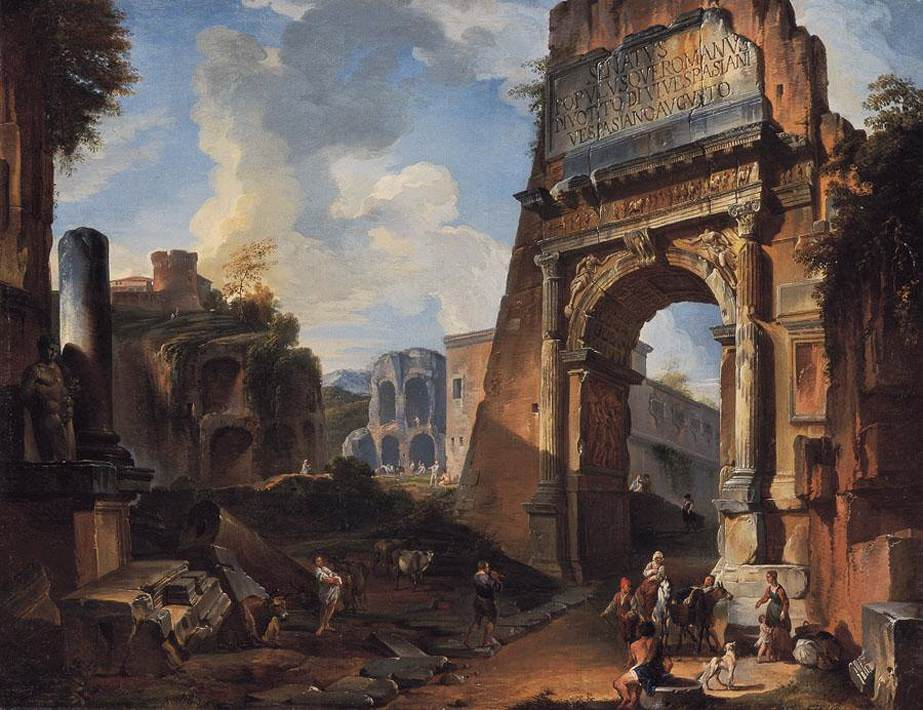
Giovanni Paolo Panini, Paysage idéal avec l'arc de Titus (v. 1725).
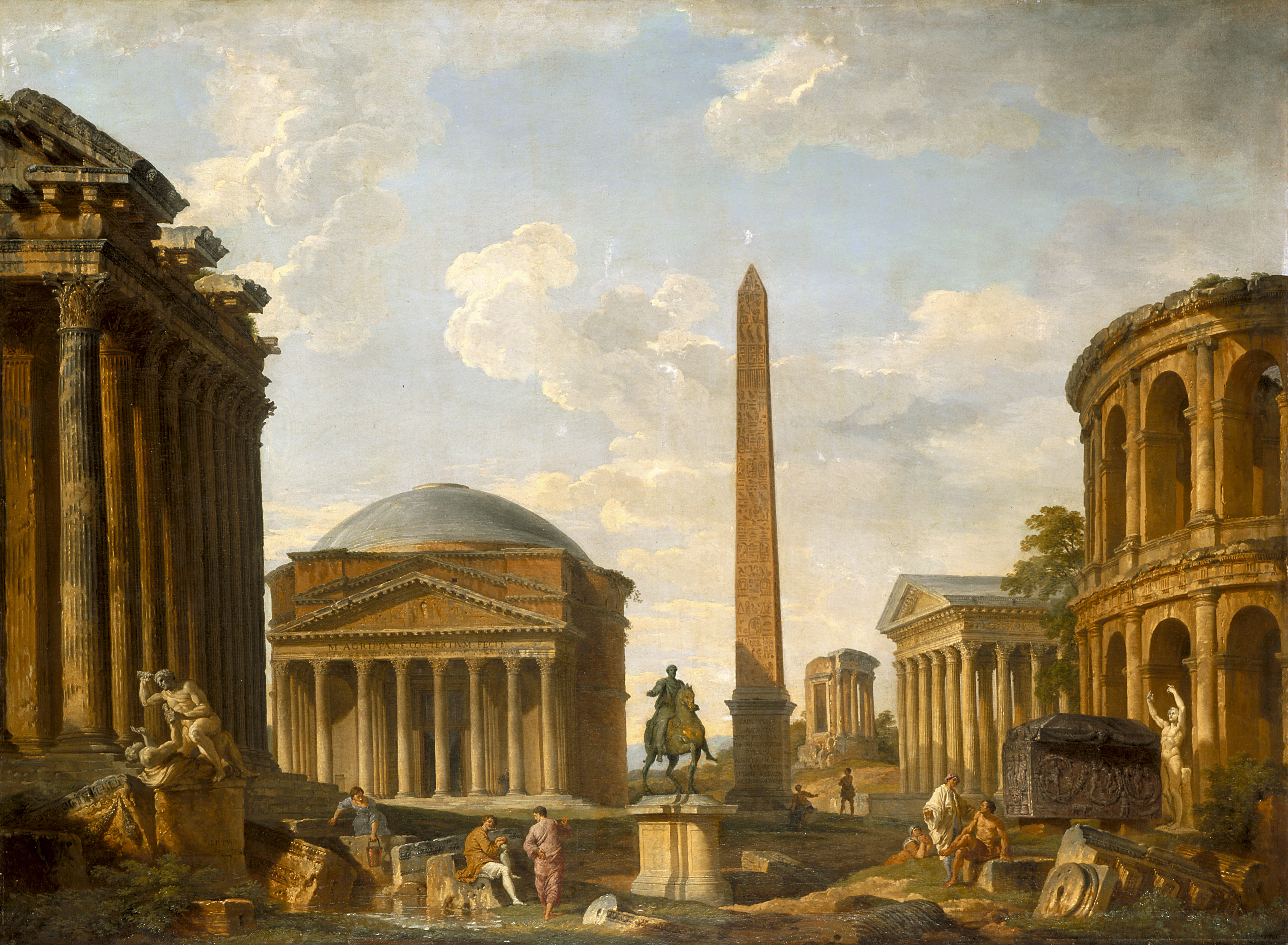
Giovanni Paolo Panini, Capriccio romain (1735).
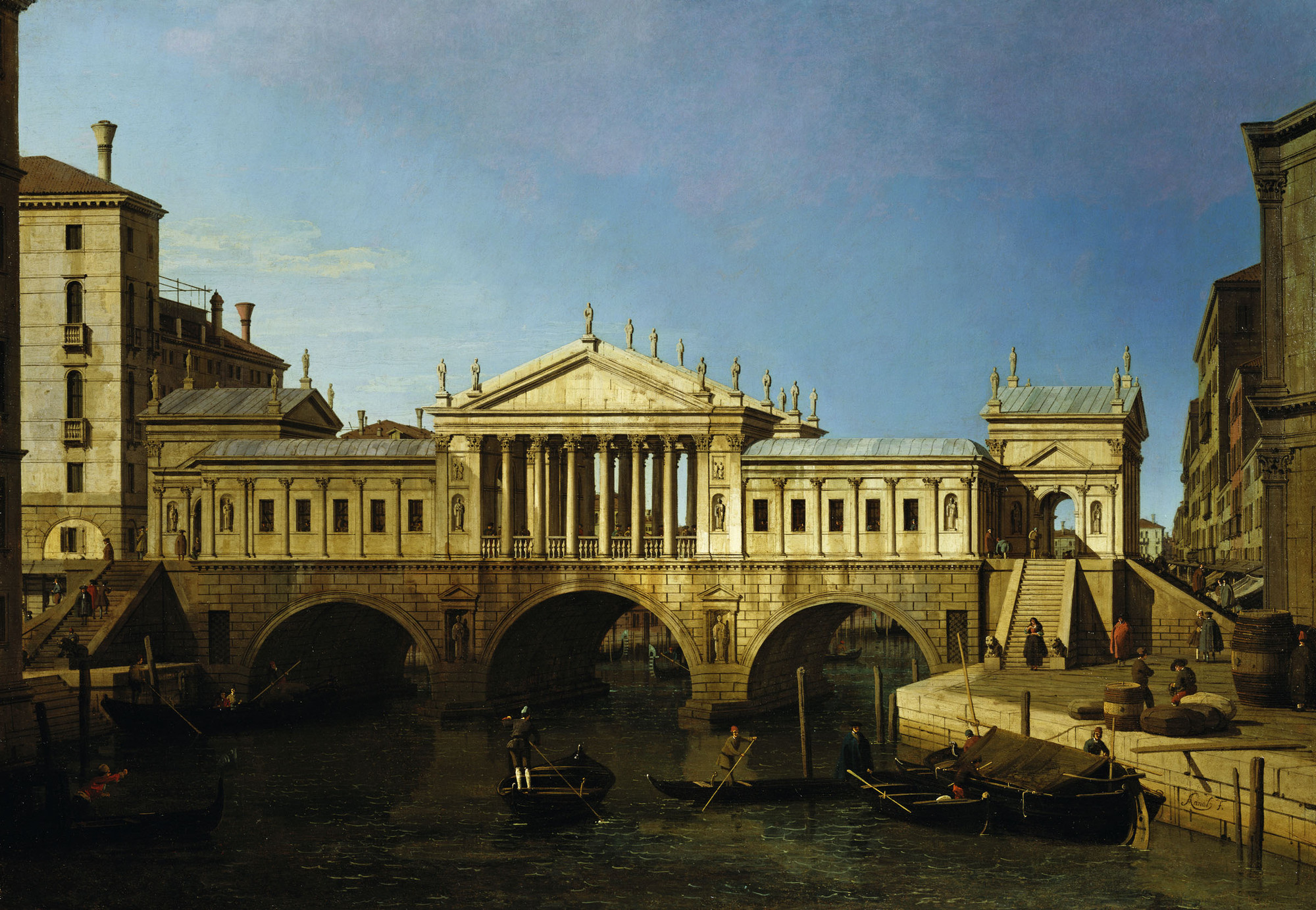
Canaletto Vue du pont du Rialto en style palladien (1742) Royal Collection
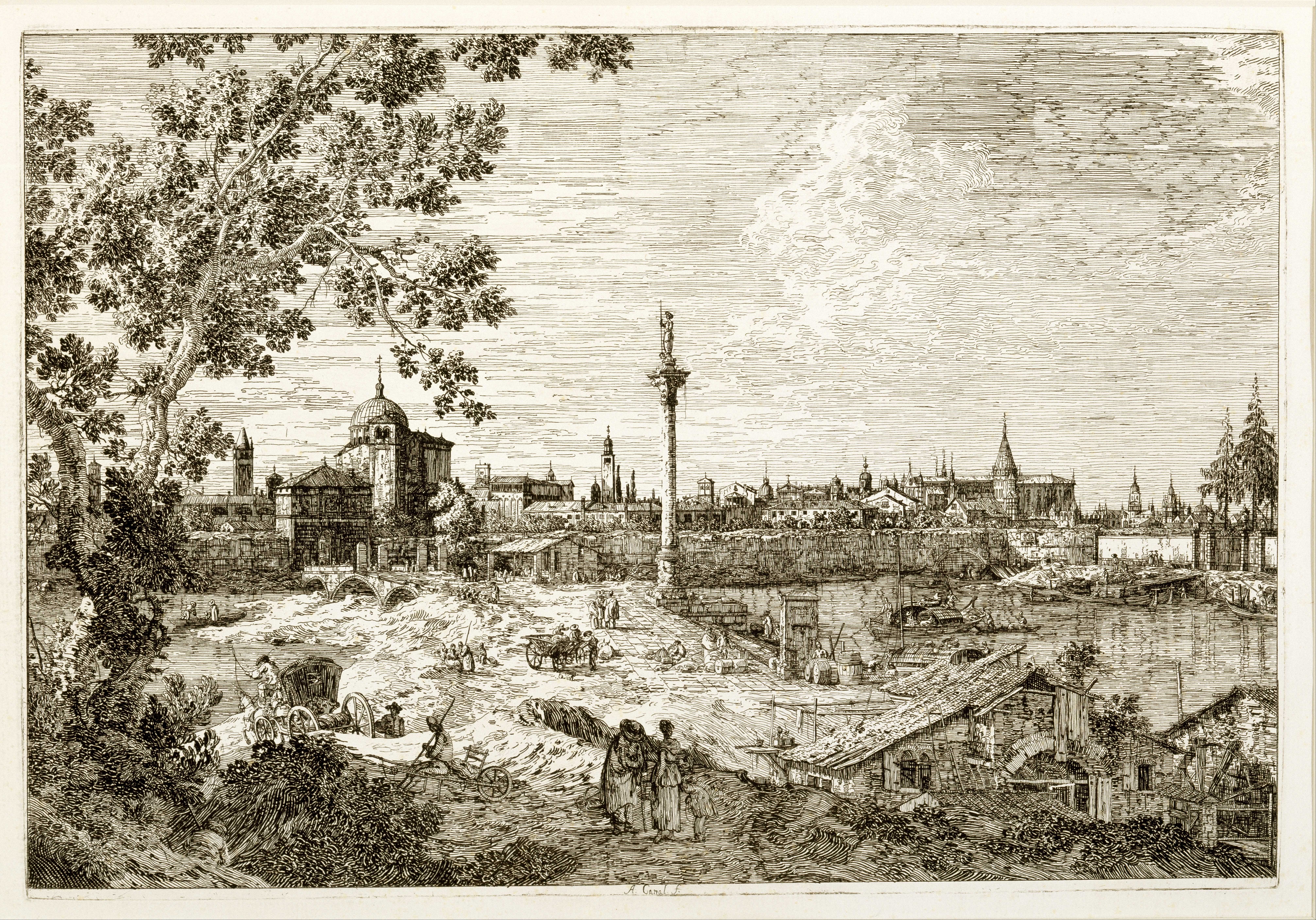
Canaletto, Vue imaginaire de Padoue (1741-44).
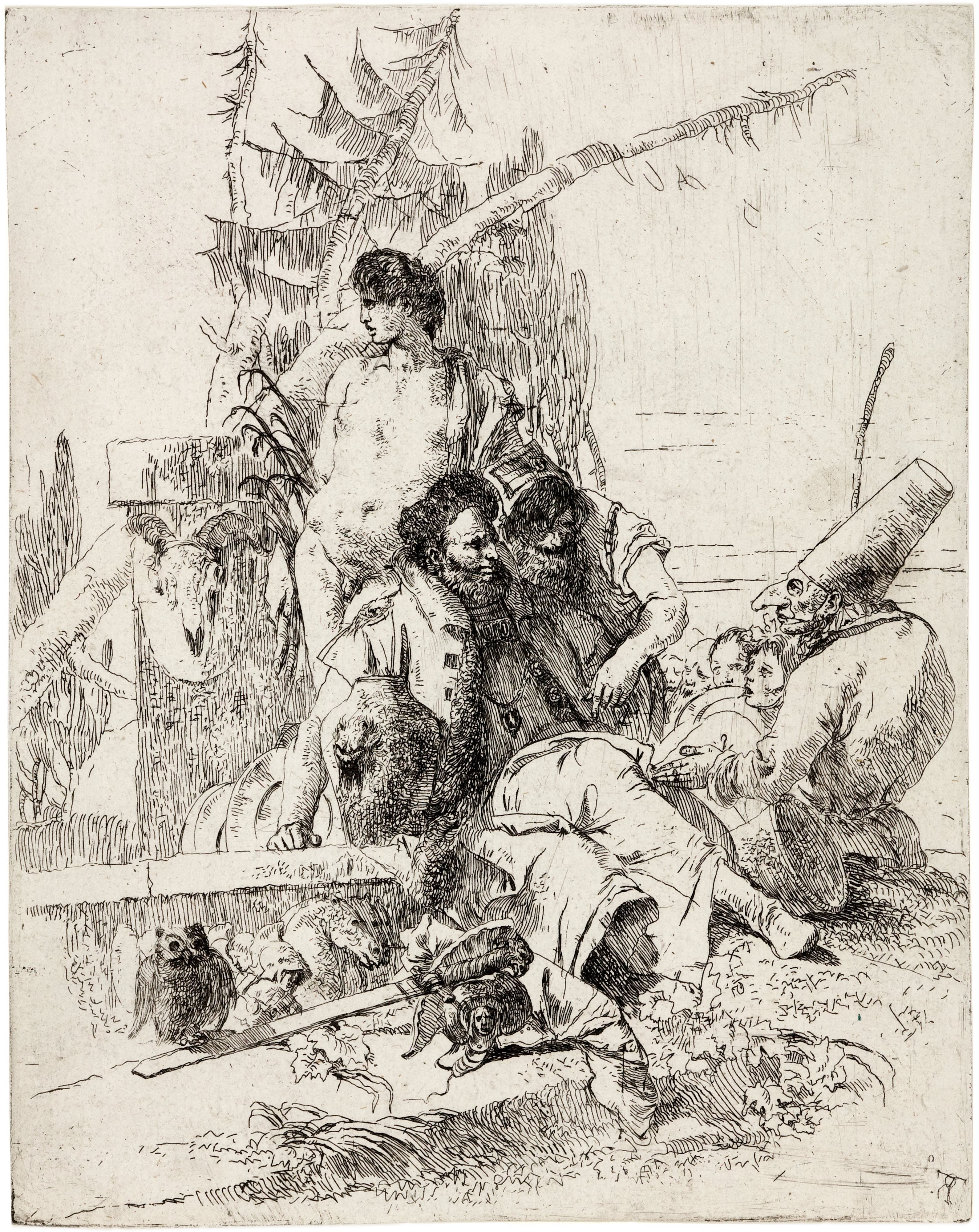
Giambattista Tiepolo, Scherzi di fantasia : Polichinelle tient conseil (1743).
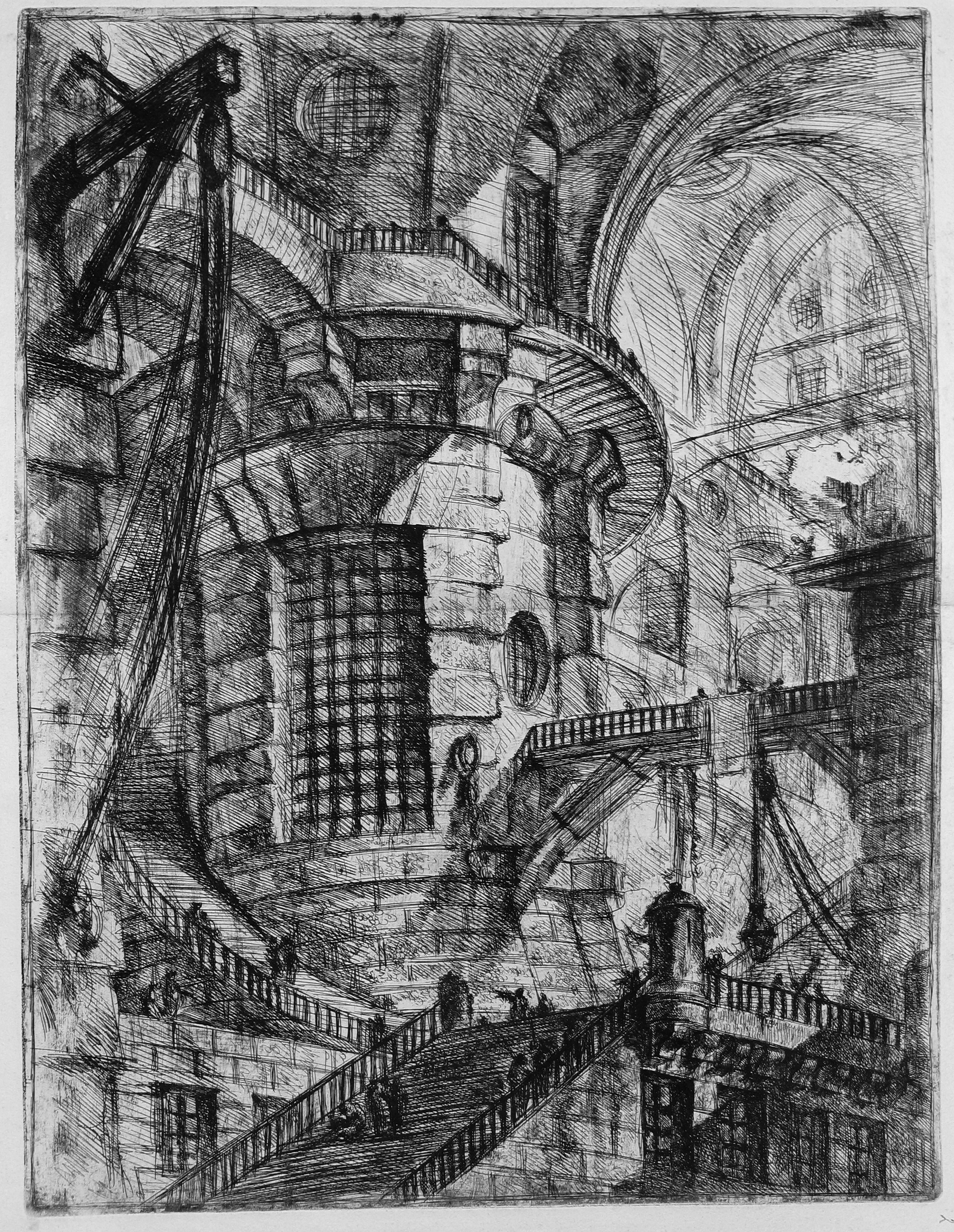
Giovanni Battista Piranesi, Les Prisons imaginaires : La Tour ronde (1750).
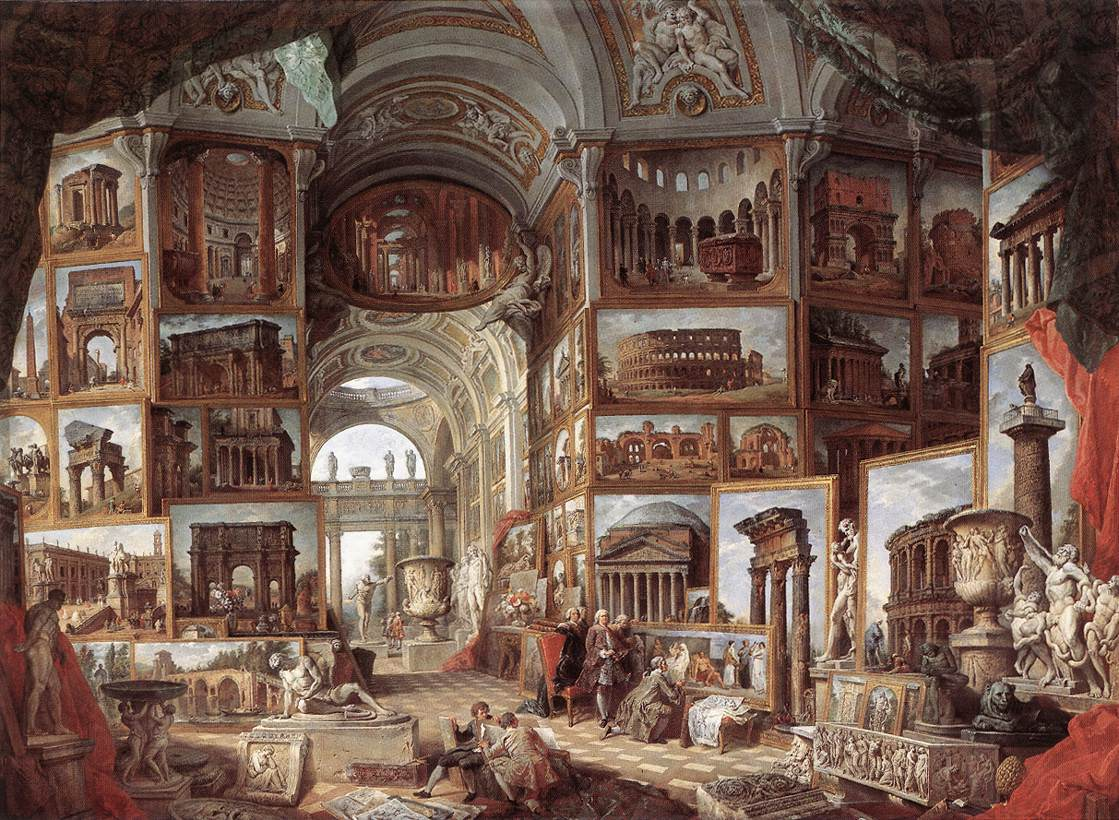
Giovanni Paolo Panini, Galerie de vues de la Rome antique (v. 1754-57).
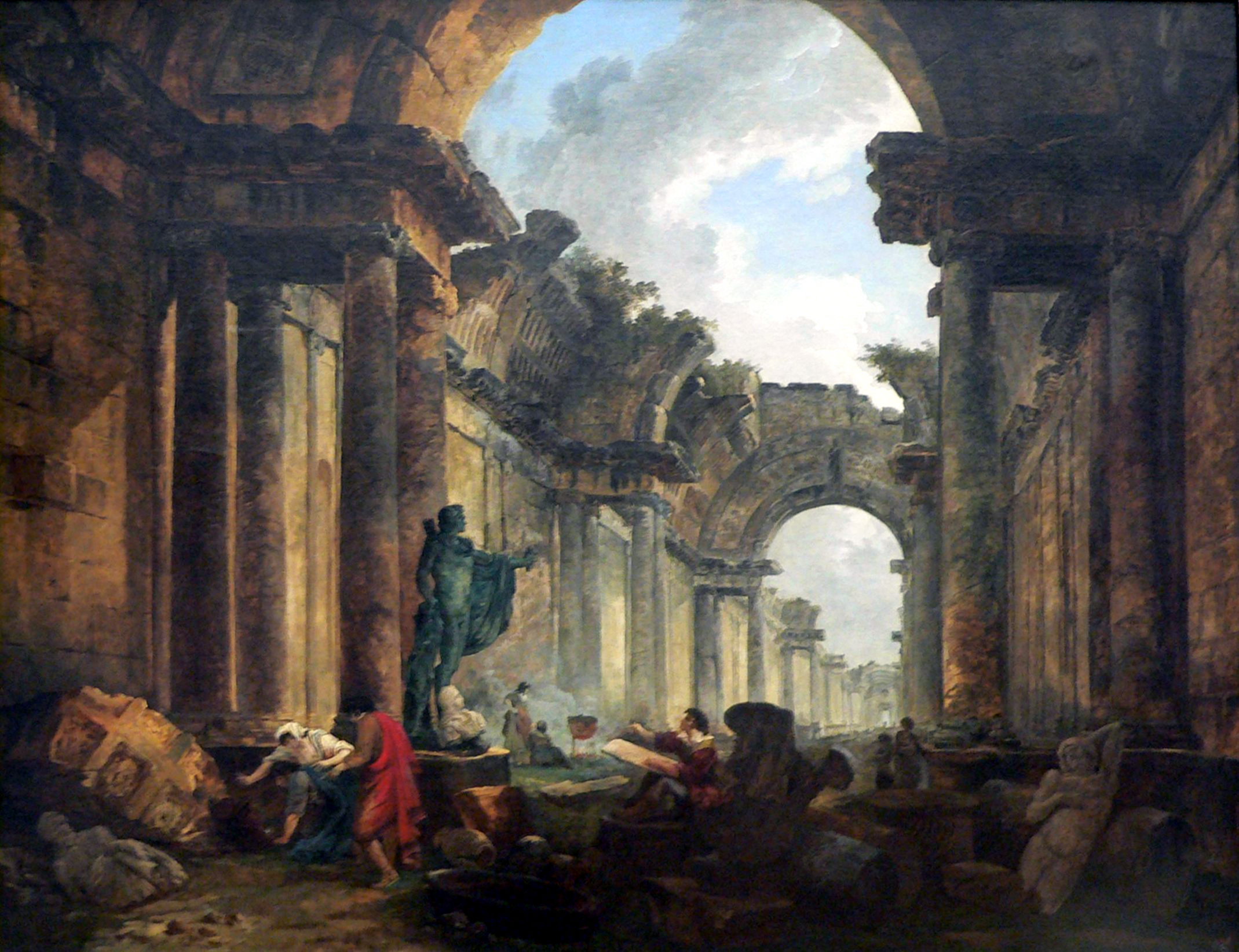
Hubert Robert, Vue imaginaire de la grande galerie du Louvre en ruine (1796).
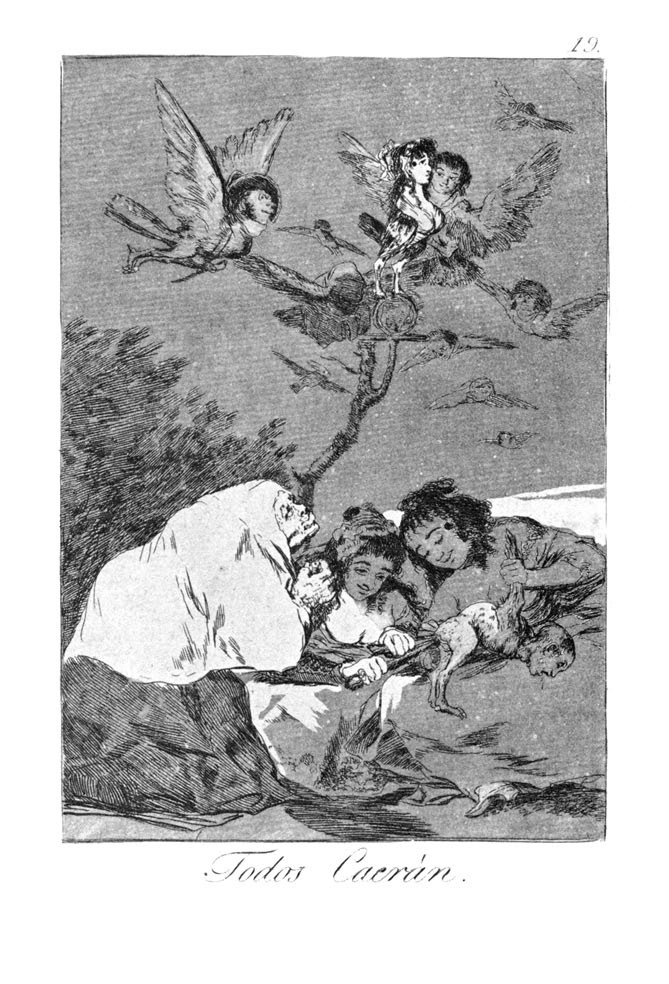
Francisco de Goya, Los caprichos nº 19 : Todos Caerán (1799).
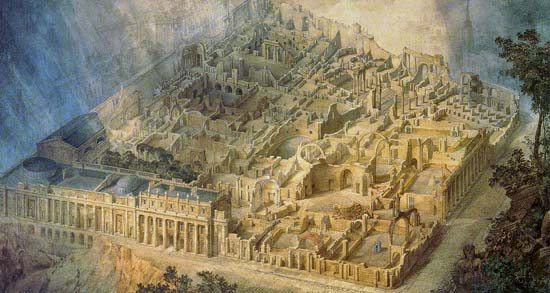
Joseph Gandy (en), Soane's Bank of England as a Ruin (1830).